# Miguel Ángel Martínez (Volleyballspieler)
Miguel Ángel Martínez Palacios (* 23. Oktober 2003 in Carepa) ist ein kolumbianischer Volleyballspieler.

## Karriere
Martínez spielte als Kind zunächst Fußball, bevor er sein Interesse am Volleyball entdeckte. In seiner Heimat spielte er für die Selección Antioquia de Voleibol. Mit der kolumbianischen Juniorenauswahl nahm er im August 2021 an der Weltmeisterschaft im Iran teil. Danach verließ der Diagonalangreifer seine Heimat und wechselte zum rumänischen Erstligisten Olimpia Titanii Bukarest. 2022 wurde Martínez vom deutschen Bundesligisten VfB Friedrichshafen verpflichtet.